# Palmariales
Palmariales è un ordine di alghe marine, che include la specie Palmaria palmata.